# 吸血狼男
『吸血狼男』（きゅうけつおおかみおとこ、The Curse of the Werewolf）は、1961年のイギリスのホラー映画。監督はテレンス・フィッシャー、出演はクリフォード・エヴァンスとオリヴァー・リードなど。ハマー・フィルム・プロダクションが製作し、狼男を題材としている。日本では『シニストロ城の吸血狼男』のタイトルでテレビ放映されたことがある。

## ストーリー
クリスマスの夜、シニエストロ侯爵の戯れで乞食に乱暴され身ごもった召使いが、赤ん坊を生んで死んだ。その男の子レオンは、ドン・アルフレドに育てられ、青年となってクリスティナと恋に落ちる。だが、レオンは満月の夜になると変身する狼男だった。

## キャスト
| 役名                       | 俳優                       | 日本語吹替                 | 日本語吹替                          | 日本語吹替 |
| 役名                       | 俳優                       | NETテレビ版                | フジテレビ版                        |            |
| -------------------------- | -------------------------- | -------------------------- | ----------------------------------- | ---------- |
| レオン                     | オリヴァー・リード         | 内海賢二                   | 内海賢二                            |            |
| ドン・アルフレド・コルレド | クリフォード・エヴァンス   | 西島悌四郎                 | 大木民夫                            |            |
| クリスティナ・フェルナンド | キャサリン・フェラー       | 小原乃梨子                 | 鈴木弘子                            |            |
| シニエストロ侯爵           | アンソニー・ドーソン       | 島宇志夫                   | 千葉順二                            |            |
| ペペ                       | ウォーレン・ミッチェル     |                            | 大宮悌二                            |            |
| フェルナンド               | ユアン・ソロン             |                            | 寺島幹夫                            |            |
| 乞食                       | リチャード・ワーズワース   | 田村錦人                   | 和田啓                              |            |
| 召使い                     | イヴォンヌ・ロメイン       | 鈴木光枝                   | 麻生美代子                          |            |
| 神父                       | ジョン・ガブリエル         |                            | 石井敏郎                            |            |
| 少年レオン                 | ジャスティン・ウォルターズ |                            | 山本嘉子                            |            |
| ナレーション               |                            |                            | 小林恭治                            |            |
|                            |                            |                            |                                     |            |
| 演出                       | 演出                       |                            | 山田悦司                            |            |
| 翻訳                       | 翻訳                       |                            | 森田博                              |            |
| 効果                       |                            |                            |                                     |            |
| 調整                       |                            |                            |                                     |            |
| 制作                       | 制作                       |                            | グロービジョン                      |            |
| 解説                       | 解説                       | 淀川長治                   |                                     |            |
| 初回放送                   | 初回放送                   | 1968年8月 『日曜洋画劇場』 | 1973年8月3日 『ゴールデン洋画劇場』 |            |

- NET版は『シニストロ城の吸血狼男』の題で放映されていた。

## 製作
狼男を扱った映画は、過去にユニバーサル・ピクチャーズの『倫敦の人狼』や『狼男』などがあったが、ホラー映画を連作していたイギリスのハマー・フィルム・プロダクションが、テクニカラーで製作し1961年に公開したのが本作である。『パリの王様 大アレキサンドル・デュマ物語』や『悪魔の聖者 小説マルキ・ド・サド』などを著したガイ・エンドアの小説『パリの狼男』を、『フランケンシュタインの逆襲』や『吸血鬼ドラキュラ』などを次々と手がけていたプロデューサーのアンソニー・ハインズと監督のテレンス・フィッシャーが映画化した。脚本を書いたジョン・エルダーは、ハインズの別名である。原作の舞台はスペインに移され、内容も大幅に脚色されている。
狼男の青年役をオリヴァー・リードが演じ、その他シニエストロ侯爵役に007シリーズなどで知られるアンソニー・ドーソン、召使いを乱暴する乞食役に『原子人間』で原子人間に変身する宇宙飛行士を演じたリチャード・ワーズワースらが出演している。

## 作品の評価
Rotten Tomatoesによれば、5件の評論のうち高評価は60%にあたる3件で、平均点は10点満点中5.6点となっている。

## 原作
- ガイ・エンドア 著、伊藤守男 訳『パリの狼男』早川書房〈ハヤカワ・ポケット・ミステリ〉、1965年11月。
- Endore, Guy (2007-9) (英語). The Werewolf of Paris. Lightyear. ISBN 9780899684253
- Endore, Guy (2004-8-30) (英語). The Werewolf of Paris. Blackmask. ISBN 9781596541078